# Santana da Boa Vista
Santana da Boa Vista è un comune del Brasile nello Stato del Rio Grande do Sul, parte della mesoregione del Sudeste Rio-Grandense e della microregione delle Serras de Sudeste.